# Michael Chevalier
Michael Chevalier, eigentlich Michael-Heimdall Klein-Chevalier (* 14. Mai 1933 in Berlin; † 11. Juli 2011), war ein deutscher Schauspieler und Synchronsprecher. Er zählte zu den profiliertesten deutschen Synchronsprechern und ist einem breiten Publikum zum Beispiel als Stimme von Charles Bronson bekannt.

## Leben und Werk
Michael Chevalier wurde als Sohn von Dietrich Klein-Chevalier und seine Ehefrau Hildegard, geb. Neuschäffer geboren. Sein Großvater war der Historienmaler Friedrich Klein-Chevalier.
In Film und Fernsehen trat der gelernte Schauspieler Chevalier selten in Erscheinung. Einem breiteren Publikum dürfte er hier am ehesten durch seine TV-Rolle als Masseur einer Fußballmannschaft in der Jugendserie Manni, der Libero mit Thomas Ohrner vertraut sein. Ansonsten war er meist in Nebenrollen zu sehen, so in Tausend Melodien (1956), der Komödie Der doppelte Nötzli, dem TV-Film Freund mit Rolls-Royce aus der Reihe um die Putzfrau Ada Harris mit Inge Meysel oder als Kleinkrimineller in der Edgar-Wallace-Verfilmung Der Zinker.
Dennoch wurde Chevaliers markante Stimme den meisten Kinogängern vertraut: Von 1951 bis Anfang der 2000er-Jahre war Chevalier umfangreich im Synchrongeschäft tätig. Für viele berühmte Kollegen ist er die deutsche Standardsynchronstimme, so für Charles Bronson (Standard-Synchronstimme, u. a. in Spiel mir das Lied vom Tod), Omar Sharif (u. a. in Doktor Schiwago), Richard Attenborough (in Der Flug des Phoenix), Oliver Reed (zuletzt in Gladiator), Ossie Davis in (Mit eisernen Fäusten), Steve McQueen (Cincinnati Kid), Richard Harris (Die Wildgänse kommen), Dan Blocker (Bonanza) oder William Conrad (in dessen Fernsehserien Cannon und Jake und McCabe – Durch dick und dünn). Daneben synchronisierte er zahlreiche andere Stars bei einem oder mehreren Filmauftritten, z. B. Paul Newman (Sie möchten Giganten sein), Marlon Brando (Die Insel des Dr. Moreau) oder Sean Connery (Zardoz). Des Weiteren lieh er im Western Charro! (Deutschlandpremiere am 15. August 1969) Elvis Presley seine markante Stimme.
Auf Udo Lindenbergs Stück Cowboy Rocker (Album Ball Pompös, 1974) hört man zunächst Chevaliers sonore Stimme als imaginären Charles Bronson „Hey Baby, steig auf, laß uns beide, du und ich, Laß uns jetzt nach Las Vegas reiten, die Sonne putzen!“ und noch einen anderen Ratschlag, worauf ein Teenie-Junge (gesprochen von Otto Waalkes) mit dem gleichen Spruch versucht ein Mädchen anzubaggern.
Mit über 1900 Synchronrollen gehörte er zu den meistbeschäftigten deutschsprachigen Synchronsprechern. Anfang der 2000er Jahre zog er sich aus der Synchronisationsarbeit und der Öffentlichkeit zurück. 2004 erhielt er für sein herausragendes Gesamtschaffen den Deutschen Preis für Synchron. 

## Privates
Michael Chevalier war zeitweise mit Karin von Kuenheim-Stollen verheiratet, die 1951 zur Miss Berlin gewählt wurde. Michael Chevalier verstarb im Juli 2011 im Alter von 78 Jahren.

## Filmografie (Auswahl)
- 1949: Die Kuckucks
- 1952: Ferien vom Ich
- 1954: Pole Poppenspäler
- 1956: Tausend Melodien
- 1963: Der Zinker
- 1965: Neues vom Hexer
- 1969: Van de Velde: Das Leben zu zweit – Die Sexualität in der Ehe
- 1981: Manni, der Libero
- 1982: Die Klassefrau
- 1983: Mandara
- 1984: Mrs. Harris – Freund mit Rolls-Royce
- 1985: Mord im Spiel
- 1990: Der doppelte Nötzli
- 1995: Tatort – Falsches Alibi

## Synchronrollen (Auswahl)
Charles Bronson
- 1958: Das Raubtier als George R. Kelly
- 1968: Spiel mir das Lied vom Tod als Mundharmonika–Mann
- 1970: Brutale Stadt als Jeff Heston
- 1971: Der Einsame als Ben Justin
- 1972: Kalter Hauch als Arthur Bishop
- 1973: Wilde Pferde als Chino Valdez
- 1974: Das Gesetz bin ich als Vince Majestyk
- 1975: Ein stahlharter Mann als Chaney
- 1976: Zwischen Zwölf und Drei als Graham
- 1977: ...die keine Gnade kennen als Brig. Gen. Dan Shomron
- 1977: Telefon als Major Grigori Borzov / Greg
- 1979: Ein Mann räumt auf als Charlie Congers
- 1980: Der Grenzwolf als Jeb Maynard
- 1983: Ein Mann wie Dynamit als Leo Kessler
- 1984: Ein stahlharter Mann als Chaney
- 1985: Death Wish III – Der Rächer von New York als Paul Kersey
- 1986: Murphys Gesetz als Jack Murphy
- 1987: Das Weiße im Auge als Paul Kersey
- 1989: Kinjite – Tödliches Tabu als Lt. Crowe
- 1991: …und den Weihnachtsmann gibts doch als Frank P. Church
- 1993: Der Seewolf als Capt. Wolf Larsen
- 1994: Death Wish V – Antlitz des Todes als Paul Kersey

Oliver Reed
- 1967: Die verschlossene Tür als Ethan
- 1968: Oliver als Bill Sikes
- 1969: Hannibal Brooks als Stephen 'Hannibal' Brooks
- 1971: Leise weht der Wind des Todes als Frank Calder
- 1971: Die Teufel als Urbain Grandier
- 1972: Blutroter Morgen als Harry Lomart
- 1973: Das dreifache Echo als Sergeant
- 1973: Der Lord, der ein Diener sein wollte als Tom
- 1973: Schmutziges Wochenende als Fabrizo
- 1974: Ein Unbekannter rechnet ab als Hugh Lombard
- 1974: Die vier Musketiere – Die Rache der Mylady als Athos
- 1975: Royal Flash als Otto von Bismarck
- 1978: Der Prinz und der Bettler als Miles Hendon
- 1979: Die Brut als Dr. Hal Raglan
- 1981: Omar Mukhtar – Löwe der Wüste als Gen. Rodolfo Graziani
- 1982: Die schwarze Mamba als Dave Averconnelly
- 1983: Fanny Hill als Mr. Edward Widdlecome
- 1983: Zwei vom gleichen Schlag als Beasley
- 1990: Ein Phantom in Monte Carlo als Der Radscha
- 1995: Funny Bones – Tödliche Scherze als Dolly Hopkins
- 1998: Marco Polo und die Kreuzritter als Captain Cornelius Donovan
- 2000: Gladiator als Proximo

Omar Sharif
- 1965: Doktor Schiwago als Jurij Schiwago
- 1966: Schöne Isabella als Prinz Rodrigo Fernandez
- 1967: Die Nacht der Generale als Major Grau
- 1969: Che! als Che Guevara
- 1969: Mackenna’s Gold als Colorado
- 1984: Top Secret! als Agent Cedric
- 1992: Das schönste Kleid der Welt als Marquis Hippolite
- 1996: Gullivers Reisen als Der Zauberer
- 1999: Der 13te Krieger als Melchisidek

Robert Wagner
- 1953: Das Höllenriff als Tony Petrakis
- 1954: Prinz Eisenherz als Prinz Eisenherz
- 1955: Die weiße Feder als Josh Tanner
- 1963: Der rosarote Panther als George Lytton
- 1966: 25 000 Dollar für einen Mann als Mike Banning
- 1969: Indianapolis als Luther 'Lou' Erding
- 1971: Um 9 Uhr geht die Erde unter als Brett

Ossie Davis
- 1968: Mit eisernen Fäusten als Joseph Winfield Lee
- 1969: Sam Whiskey als Jed Hooker
- 1979: Heiße Ware als Captain John Geiberger
- 1992: Fäuste – Du mußt um Dein Recht kämpfen als Noah
- 1994: Der Klient als Richter Harry Roosevelt

Richard Attenborough
- 1962: Die heiße Nacht als Rod Hamilton
- 1965: Der Flug des Phönix als Lew Moran
- 2001: Jagd auf den Schatz der Riesen als Magog

Warren Oates
- 1964: Der Wilde von Montana als Jace
- 1973: Jagd auf Dillinger als John Dillinger

Dana Andrews
- 1974: Bumerang als Staatsanwalt Henry L. Harvey
- 1977: Faustrecht der Großstadt als Det. Mark Dixon

John Rhys-Davies
- 1981: Jäger des verlorenen Schatzes als Sallah
- 1990: Mord ist ihr Hobby als Harry Mordecai

Richard Harris
- 1997: Der Glöckner von Notre Dame als Frollo
- 2002: Monte Cristo als Abbé Faria

### Filme
- 1937: John Clements in Rembrandt als Govaert Flink
- 1943: Joseph Cotten in Von Agenten gejagt als Howard Graham
- 1949: John Penrose in Adel verpflichtet als Lionel Holland
- 1951: Jerome Courtland in Unsichtbare Gegner als Terry Canfield
- 1956: William Campbell in Das Geheimnis der fünf Gräber als Johnny Cool
- 1957: Kenneth Fortescue in Onkel George und seine Mörder als Albert
- 1959: Bertrand Castelli in Donner in der Sonne als Edmond Duquette
- 1960: Fabian in Blond, süß und sehr naiv als Seppi La Barta
- 1961: Richard Beymer in West Side Story als Tony
- 1964: Robert Hoffmann in Robinson Crusoe als Robinson Crusoe
- 1964: George Brent in Goldene Erde Kalifornien als Jared Whitney
- 1964: Richard Widmark in Herrin der toten Stadt als Dude
- 1968: John Cassavetes in Rosemaries Baby als Guy Woodhouse
- 1968: Peter Batten in Yellow Submarine als George Harrison
- 1968: Benny Hill in Tschitti Tschitti Bäng Bäng als Spielzeugmacher
- 1970: Thurl Ravenscroft in Aristocats als Mick, der Spediteur
- 1971: Richard Roundtree in Shaft als John Shaft
- 1975: Bernard Fresson in French Connection II als Inspektor Henri Barthélémy
- 1975: Robert Shaw in Der weiße Hai als Quint
- 1976: Carl Weathers in Rocky als Apollo Creed
- 1977: Abner Biberman in Die wilden Zwanziger als Lefty
- 1977: Jack Carson in Die Braut kam per Nachnahme als Allen Brice
- 1979: Dennis Hopper in Apocalypse Now als Fotojournalist
- 1980: Matt Murphy in Blues Brothers als Matt Murphy
- 1984: Allan Edwall in Ronja Räubertochter als Glatzen-Per
- 1984: Anthony Hopkins in Die Bounty als Lieutenant William Bligh
- 1985: Tatsuya Nakadai in Ran als Fürst Hidetora Ichimonji
- 1988: Bubba Smith in Police Academy 5 – Auftrag Miami Beach als Sgt. Moses Hightower
- 1990: Raf Vallone in Der Pate III als Kardinal Lamberto
- 1998: Frank Langella in Small Soldiers als Archer
- 2003: Timothy West in Sinbad – Der Herr der sieben Meere als König Dymas

### Serien
- 1967–1968: Richard Bradford in Der Mann mit dem Koffer (Man in a suitcase) als McGill
- 1967–1968: Roy Thinnes in Invasion von der Wega als David Vincent
- 1976–1977: Don Messick in Kriminalhund Murmel als Murmel
- 1980–1981: Kazuhiko Kishino in Captain Future als Ezella Garnie
- 1988: Claude Akins in Mord ist ihr Hobby als Ethan Cragg
- 1988–1992: William Conrad in Jake und McCabe – Durch dick und dünn als Bezirksstaatsanwalt Jason L. McCabe
- 1990: James Coburn in Mord ist ihr Hobby als Cyrus Ramsey
- 1990: Steve Forrest in Mord ist ihr Hobby als Max Teller
- 1990: Anthony Quinn in Die Bill Cosby Show als Mr. Fuentes